# 카타윤 리아히
카타윤 리아히(페르시아어: کتایون ریاحی, 영어: Katayoun Riahi, 1961년 12월 31일 ~ )는 이란의 배우이다. 제 28회 카이로 국제 영화제 여우주연상 수상자이다.